# Narcisismo das pequenas diferenças
Na psicanálise, o narcisismo das pequenas diferenças (em alemão: der Narzissmus der kleinen Differenzen) é a ideia de que quanto mais um relacionamento ou comunidade compartilha semelhanças, maior a probabilidade de as pessoas nele se envolverem em rixas interpessoais e ridículo mútuo devido à hipersensibilidade a pequenas diferenças percebidas umas nas outras. O termo foi cunhado por Sigmund Freud em 1917, com base no trabalho anterior do antropólogo inglês Ernest Crawley. Crawley teorizou que cada indivíduo é separado dos outros por um tabu de isolamento pessoal, o que é efetivamente um narcisismo de pequenas diferenças.

## Uso

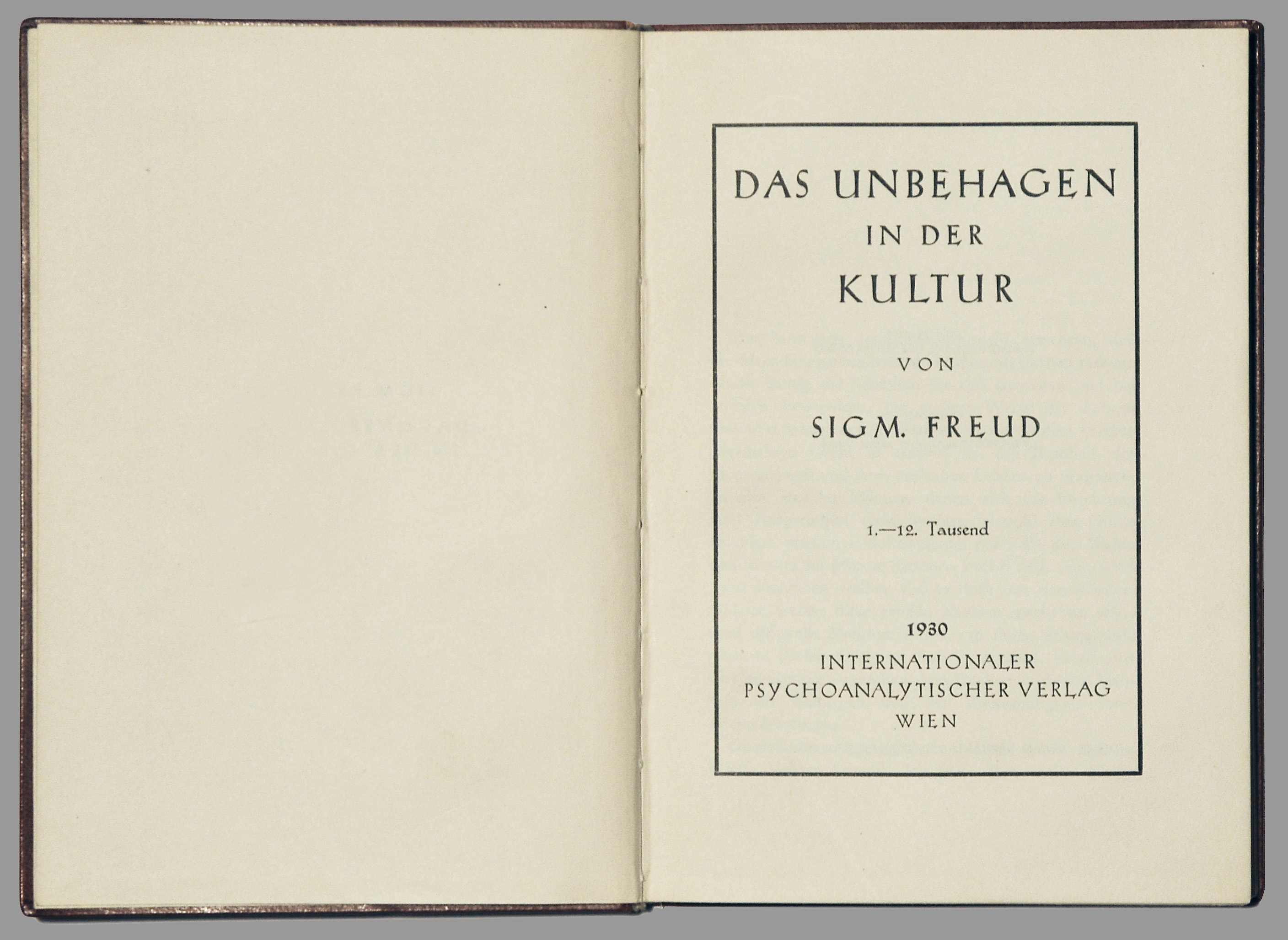
Página de título de O Mal-Estar na Civilização, na qual Freud desenvolveu a sua teoria.

O termo apareceu em O Mal-Estar na Civilização de Freud (1929-1930) em relação à aplicação da agressão inata no homem a conflitos étnicos (e outros), um processo ainda considerado por Freud, naquele ponto, como uma satisfação conveniente e relativamente inofensiva da inclinação à agressão .  Para os lacanianos, o conceito claramente relacionava-se com a esfera do Imaginário: o narcisismo das pequenas diferenças, que situa a inveja como o elemento decisivo em questões que envolvem a imagem narcisista.  O psiquiatra americano Glen O. Gabbard sugeriu que o narcisismo das pequenas diferenças de Freud fornece uma estrutura para entender que num relacionamento amoroso, pode haver uma necessidade de encontrar, e até mesmo exagerar, diferenças para preservar um sentimento de separação e identidade.
Foi salientado que Jonathan Swift, no seu romance de 1726, As Viagens de Gulliver, descreveu este fenómeno ao escrever sobre como dois grupos entraram numa guerra longa e cruel depois de discordarem sobre qual seria a melhor ponta para quebrar um ovo.
Em termos de pós-modernidade, Clive Hazell argumenta que a cultura do consumo tem sido vista como baseada no narcisismo das pequenas diferenças para alcançar um sentido superficial da própria singularidade, um senso ersatz de alteridade que é apenas uma máscara para uma uniformidade e semelhança subjacentes.  O fenómeno foi retratado pelo grupo de comédia britânico Monty Python no seu filme satírico de 1979, Life of Brian, pelo comediante Emo Philips, e pela autora Joan Didion num ensaio (parte de seu livro de 1968, Slouching Towards Bethlehem ) sobre Michael Laski, o fundador do Partido Comunista dos EUA (Marxista-Leninista) .